# 더 템피스트
《더 템피스트》(영어: The Tempest)는 2010년 개봉한 미국의 판타지 코미디 영화이다. 윌리엄 셰익스피어의 동명 희곡을 바탕으로 제작되었다.

## 출연진
- 헬렌 미렌
- 벤 위쇼
- 자이먼 운수
- 펄리시티 존스
- 데이비드 스트러세언
- 톰 콘티
- 리브 카니
- 크리스 쿠퍼
- 앨런 커밍
- 앨프리드 몰리나
- 러셀 브랜드
- 주드 아쿠우디케

## 기타 제작진
- 미술: 마크 프리드버그
- 세트: 얼리사 윈터
- 의상: 샌디 파월
- 시각 효과: 이동호